# Francisco Pla y Vila
Francisco Pla y Vila (Barcelona, 1830-Madrid, 1878) fue un pintor escenógrafo y decorador español.

## Biografía
Habría nacido en 1830 en Barcelona. Ejecutó en Madrid, en los Campos Elíseos, los techos del salón, el telón de embocadura del teatro de Rossini, el techo del mismo, y diferentes decoraciones para las óperas Saffo, Anna Bolena, Julieta y Romeo, Macbeth y el baile La Gisela. En el teatro de la Zarzuela realizó una decoración para La conquista de Madrid y el telón de boca, en el teatro de Variedades varias obras para Francifredo, Tanto corre como vuela y La suegra del diablo y en el café de Madrid las salas llamadas de la Paz, del Amor y del Comercio. También pintó el techo del teatro de la Zarzuela, estrenado en 1866, los bustos de Lope de Vega y de Calderón de la Barca, además del telón de boca y el decorado del teatro de Apolo. En el circo de la plaza del Rey pintó las decoraciones de Atila, en el teatro de la Comedia las de La fiesta del hogar, en el teatro circo de Rivas las de las obras La bella Elena, El tulipán de los mares y La vuelta al mundo y en el teatro de Capellanes un telón estrenado en 1875. También fue autor de un panorama de la guerra civil presentando en 1875 en el teatro de la Zarzuela. Falleció el 17 de diciembre de 1878 en Madrid.